# Boris Godjunov
Boris Godjunov (in lingua bulgara Борис Гуджунов,; Pazardžik, 22 maggio 1941 – Sofia, 14 giugno 2015) è stato un cantante bulgaro.

## Biografia
Nacque a Pazardžik nell'omonimo distretto, nell'attuale Bulgaria. Egli completò gli studi all'istituto "Krastyo Sarafov" per il teatro ed il cinema, e fu spesso ospite della radio nazionale bulgara. Durante la sua carriera da cantante fu molto popolare, oltre che in Bulgaria, anche in Unione Sovietica, Polonia, Turchia, Jugoslavia, DDR, Italia, Cuba, Giappone e Algeria.  Nel 1971 fu uno dei pochi superstiti di un incidente aereo, cosa che lo tenne lontano dal palcoscenico per un lungo periodo di tempo. Agli inizi degli anni '90, insieme a due cantanti connazionali formò il trio "Bo Bo Bo" ("бо бо бо" in bulgaro). Nel 1998 vinse il premio "Zlatniyat Orfey"  ("Златният Орфей" in bulgaro; "l'Orfeo d'oro" in Italiano) , conferitogli per la sua creatività artistica, nonché per la sua lunga carriera.

## Canzoni
Tra le sue canzoni più di rilievo spiccano:
- "Speranza" - (in Bulgaro Надежда)
- "C'era un ragazzo che come me amava i Beatles e i Rolling Stones" -  la quale fu tradotta e poi cantata in bulgaro, sebbene nell'unica edizione conosciuta del disco (l'EP Melodij Druzej del 1968, etichetta:Melodija, edito in URSS) il titolo compare solamente in russo: "Был Один Парень".